# Сражение при Эрбахе
Сражение при Эрбахе (фр. Combat d'Erbach) произошло 16 мая 1800 года у Эрбаха, к юго-западу от Ульма. 36 000 австрийцев под командованием фельдмаршал-лейтенанта Пауля Края не смогли разгромить 15 000 французов корпуса Жильбера Сент-Сюзанна.
С 27 апреля по 9 мая 1800 года французская армия под командованием Моро численностью около 100 000 человек, переправившись через Рейн, в пяти сражениях между Дунаем и Боденским озером разбила австрийскую армию Края. Когда французы достигли Меммингена, генерал Край, опасаясь быть отрезанным от Ульма, служившего его оперативной базой, решил перегруппироваться вокруг этого города, где генерал Старай присоединился к нему с севера. Моро продолжил наступление на восток и 13 мая захватил Аугсбург, оставив корпус Сент-Сюзанна для прикрытия на Дунае близ Ульма. После решающего боя на подступах к Ульму корпус Сент-Сюзанна обосновался на левом берегу Дуная, а дивизия Леграна заняла правый фланг в районе Эрбаха. 
16 мая в 4 часа утра эрцгерцог Иоганн во главе австрийской кавалерии общей численностью 12 000 человек атаковал дивизию Леграна. Французы сначала были отброшены в деревнях Эрбах и Паппелау, в то время как австрийская пехота продвигалась между Блау и Дунаем с целью отрезать Леграна от его опоры на реку. Отходя под неоднократными атаками сильной австрийской кавалерии, французы отступали медленно и достигли Донауридена и Рингингена, на 3 км, к 9 часам утра, затем продолжили отход к Дишингену.
К этому моменту австрийцам удалось разделить дивизии Суама и Леграна, поэтому последний направил своего адъютанта Лаваля во главе двух рот гренадеров, чтобы захватить лес, удерживаемый более чем 1500 австрийцами. Операция прошла успешно, контакт между различными частями корпуса Сент-Сюзанна был восстановлен, который лично встал во главе бригады, чтобы обезопасить позицию, захваченную гренадерами Лаваля.
В начале дня корпус Гувион Сен-Сира, остававшийся на правом берегу Дуная и предупрежденный об атаке, сумел оказать помощь корпусу Сент-Сюзанна, обстреляв австрийские эскадроны с холмов, которые в этом месте доминировали над Дунаем. Не зная размера французских подкреплений, австрийский командующий решил вернуться в Ульм.
Край не отказался от удара по французским позициям и возобновил свою атаку 24 мая, но снова безуспешно. Затем австрийцы решили сосредоточиться на защите окрестностей Ульма от действий армии Моро.